# 戈爾夫湖 (伊利諾伊州)
戈爾夫湖（英語：Golf Lakes）是位於美國伊利諾伊州克拉克縣的一個非建制地區。該地的面積和人口皆未知。

## 地理
戈爾夫湖的座標為39°41′00″N 87°40′00″W / 39.68333°N 87.66667°W，而該地的平均海拔高度為180米（即591英尺）。